# Tagholmen
Tagholmen est une île norvégienne du comté de Hordaland appartenant administrativement à Austevoll.

## Description
Rocheuse et couverte de quelques arbres, elle s'étend sur environ 218 m de longueur pour une largeur approximative de 112 m.